# Khadi

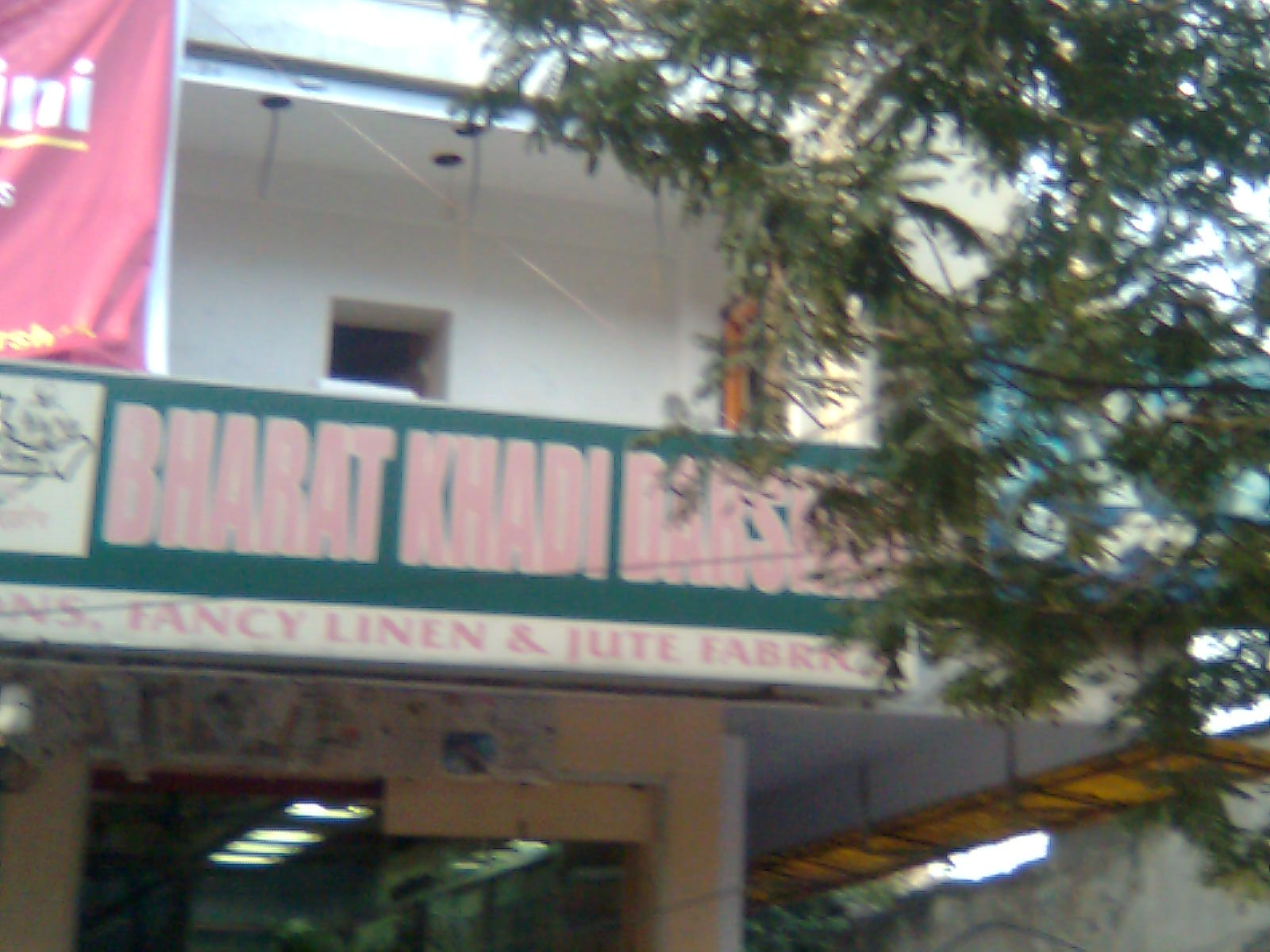
En butik som säljer khadi i Indien.

Termen Khadi, Khādī eller khaddar (devanagari: खद्दर, nestalik: کھدر) betyder bomull. Khadi är indiskt handspunnet och handvävt tyg. Råvarorna kan vara bomull, silke eller ull, som spinns till trådar på ett spinnrockshjul (charkha). Det är ett mångsidigt tyg, svalt på sommaren och varmt på vintern. Men då det är grövre än andra beredningar av bomull, rynkar det mycket snabbare. För att förbättra utseendet, är khadiplagg ofta stärkta till en styvare form. 

## Frihetssymbol

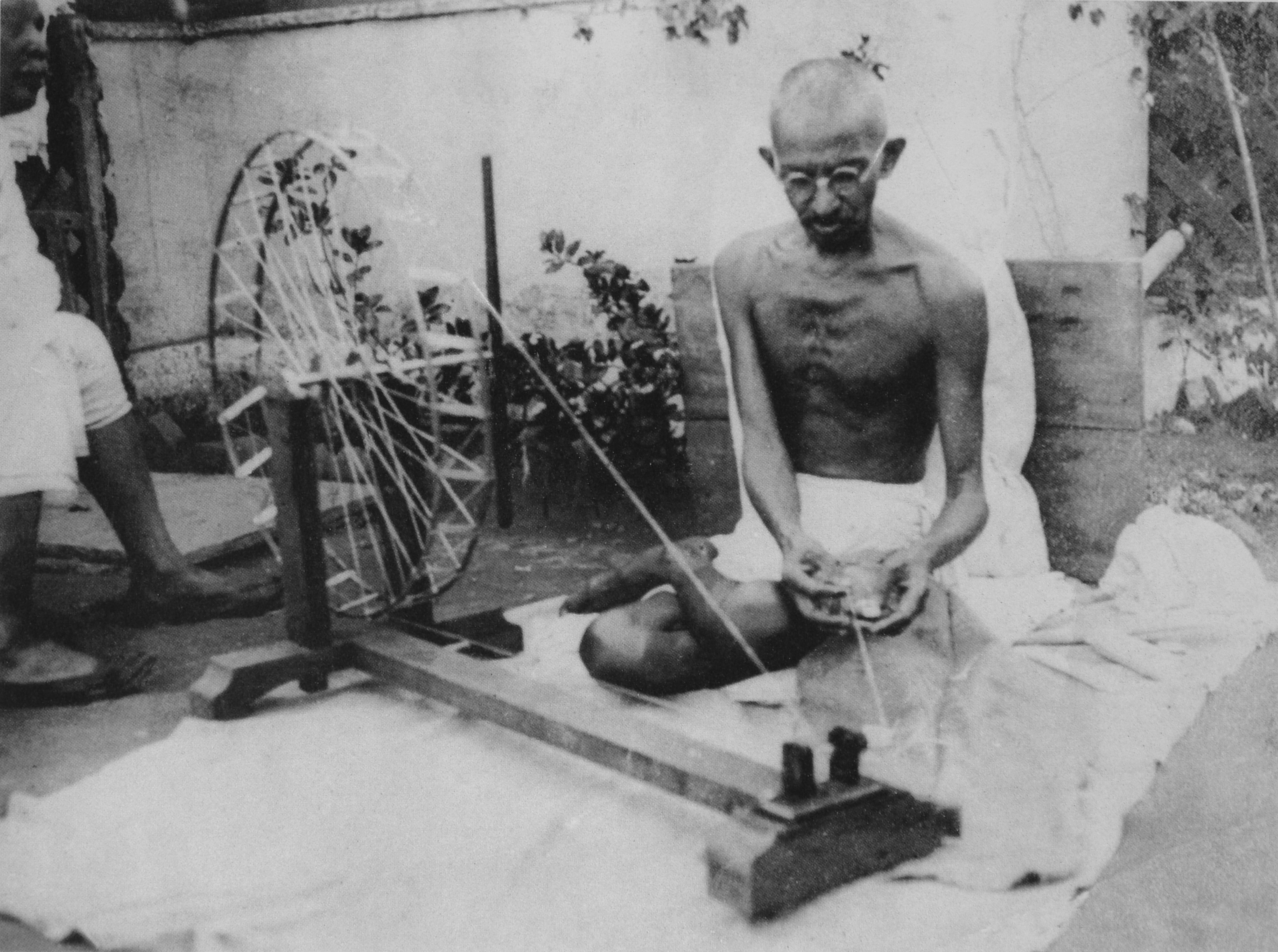
Gandhi spinner bomull till khadi

Khadi är inte bara ett tyg, det är en hel rörelse som startades av Mahatma Gandhi. Rörelsen bojkottade utländska varor och främjade indiska varor, för att förbättra Indiens ekonomi och oberoende. Gandhi arbetade för khadispinning för att stärka den indiska landsbygdens egenföretagande och självtillit (i stället för att använda tyg som tillverkats industriellt i Storbritannien) på 1920-talet. Därför är khadi en integrerad del av och en ikon för Swadeshirörelsen, vars frihetskamp kretsade kring användningen av khadityger och bojkott av utländskt tillverkade kläder. När vissa människor klagade på kostnaden för khadityger till Mahatma Gandhi, blev hans svar att endast bära dhoti. Således symboliserade khadi de politiska idéer och självständighet och än idag bär de flesta politiker i Indien endast i khadikläder. Indiens flagga får endast göras av detta material, men i praktiken ignoreras detta av många flaggtillverkare, särskilt de utanför Indien.

## I populärkulturen
Khadi, färgat i olika kulörer, används i ett antal kostymer i de nya Star Wars-filmerna, särskilt i Mace Windus (Samuel L. Jackson) klädsel. Under de senaste åren har khadi fått en renässans i Indien. I Indien finns det många designers, såsom Basant Rai, Ritu Kumar, Rohit Bal m.fl. som har arbetat med khadi att ge ett modernt utseende.